# إيزابيل سيفيرينو
إيزابيل سيفيرينو (بالفرنسية: Isabelle Severino)‏ هي لاعبة جمباز فني سابقة وممثلة فرنسية ولدت في يوم 9 أبريل 1980 في مونمورانسي. أبرز إنجازاتها هو فوزها بالميدالية البرونزية في بطولة العالم في سنة 1996 في بورتوريكو. بعد اعتزالها بدأت التمثيل في سنة 2006.